# Chung kết môn Bóng đá tại Đại hội Thể thao Đông Nam Á 2021 – Nam
Trận chung kết môn Bóng đá nam tại Đại hội Thể thao Đông Nam Á 2021 là trận tranh huy chương vàng giữa U-23 Việt Nam và U-23 Thái Lan diễn ra vào 19 giờ ngày 22 tháng 5 năm 2022 tại Sân vận động Quốc gia Mỹ Đình, Hà Nội. Đây là trận chung kết thứ 23 của Bóng đá nam tại Đại hội Thể thao Đông Nam Á, một môn thể thao của đại hội. Kết quả, U-23 Việt Nam bảo vệ thành công chiếc huy chương vàng trên sân nhà nhờ bàn thắng duy nhất của Nhâm Mạnh Dũng.

## Trước trận đấu

### Thống kê
Lần đầu tiên sau 17 năm, Việt Nam và Thái Lan lại giáp mặt ở một trận chung kết bóng đá nam tại Đại hội Thể thao Đông Nam Á. Trong bốn lần gặp nhau trước đó tại các trận chung kết SEA Games (1995, 1999, 2003, 2005), các cấp độ đội tuyển Việt Nam đều để thua trước người Thái. Kể từ sau trận chung kết năm 2005, Thái Lan đã giành thêm bốn tấm huy chương vàng SEA Games vào các năm 2007, 2013, 2015 và 2017, trong khi nước chủ nhà mới chỉ có thêm một lần vô địch vào năm 2019.
Ngoài ra, nếu giành chiến thắng trước U-23 Thái Lan mà không để thủng lưới, U-23 Việt Nam sẽ trở thành đội bóng đầu tiên vô địch với thành tích giữ sạch lưới trong suốt một kỳ SEA Games kể từ năm 1991 (trước đó mới chỉ có Malaysia năm 1979 làm được điều này). Ở lần cuối cùng bóng đá nam SEA Games không giới hạn độ tuổi (1999), đội tuyển Việt Nam cũng đã vào chung kết mà không phải nhận bàn thua nào trước khi thua Thái Lan 0–2.

### Tình hình lực lượng
U-23 Việt Nam bước vào trận chung kết với sự vắng mặt của hậu vệ Lê Văn Xuân vì chấn thương dây chằng trong trận bán kết gặp Malaysia. Trong khi đó, U-23 Thái Lan cũng không có sự phục vụ của tiền vệ William Weidersjö vì án treo giò sau tấm thẻ đỏ phải nhận trong trận bán kết gặp Indonesia.

## Đường đến trận chung kết
Ghi chú: Trong tất cả các kết quả dưới đây, tỷ số của đội lọt vào chung kết được đưa ra trước.
| VT | Đội          | ST | Đ  |
| -- | ------------ | -- | -- |
| 1  | Việt Nam (H) | 4  | 10 |
| 2  | Indonesia    | 4  | 9  |
| 3  | Myanmar      | 4  | 6  |
| 4  | Philippines  | 4  | 4  |
| 5  | Đông Timor   | 4  | 0  |

| VT | Đội       | ST | Đ |
| -- | --------- | -- | - |
| 1  | Thái Lan  | 4  | 9 |
| 2  | Malaysia  | 4  | 8 |
| 3  | Singapore | 4  | 5 |
| 4  | Campuchia | 4  | 4 |
| 5  | Lào       | 4  | 1 |

## Trận đấu

### Diễn biến trận đấu
Hiệp 1 diễn ra với thế trận giằng co giữa 2 đội, ngay phút thứ 13, tiền đạo Văn Tùng nhận bóng thoáng ở rìa cấm địa nhưng cứa lòng chệch cột. Đến phút 19, đến lượt tiền đạo Tiến Linh có cơ hội mở tỉ số nhưng cú đánh đầu đưa bóng đi đúng vào vị trí của thủ môn Kawin. Hiệp 1 khép lại với tỷ số hoà 0–0.
Sang hiệp 2, U-23 Thái Lan dâng cao đội hình để chơi tấn công, liên tục tạo ra những cơ hội nguy hiểm về phía khung thành của thủ môn Văn Toản. Cơ hội tốt nhất của đội khách đến ở phút 49, khi hậu vệ Tiến Long đánh đầu phá bóng còn hậu vệ Tuấn Tài chạm đầu hụt. Tiền vệ Worachit nhận bóng trong thế đối mặt thủ môn Văn Toản, nhưng sút bóng vọt xà. Phút thứ 83, từ pha tạt bóng của hậu vệ Tuấn Tài bên cánh trái, tiền đạo Nhâm Mạnh Dũng đánh đầu lái bóng về góc xa, đường bóng bay không nhanh nhưng theo quỹ đạo cầu vồng và xoáy, rót xuống đúng mép dưới xà ngang và bay vào lưới khiến thủ môn Kawin không thể cứu thua và qua đó mở tỷ số của trận chung kết cho đội chủ nhà. Đó cũng là bàn thắng duy nhất để đem về tấm huy chương vàng thứ 2 liên tiếp cho U-23 Việt Nam.

### Chi tiết
| Việt Nam                                                                           | 1–0                              | Thái Lan |
| ---------------------------------------------------------------------------------- | -------------------------------- | -------- |
| Ghi bàn: · Nhâm Mạnh Dũng 83' · Thẻ phạt: · Đỗ Hùng Dũng 68' · Phan Tuấn Tài 90+4' | Tỷ số mỗi hiệp: 0–0,1–0 Chi tiết |          |

| Việt Nam | Thái Lan |

| 3–5–2               | 3–5–2 | 3–5–2                     |
| ------------------- | ----- | ------------------------- |
| GK                  | 18    | Nguyễn Văn Toản           |
| CB                  | 20    | Bùi Hoàng Việt Anh        |
| CB                  | 4     | Nguyễn Thanh Bình         |
| CB                  | 3     | Vũ Tiến Long              |
| RM                  | 7     | Lê Văn Đô                 |
| CM                  | 14    | Nguyễn Hoàng Đức          |
| CM                  | 16    | Đỗ Hùng Dũng (c) 68'      |
| CM                  | 15    | Huỳnh Công Đến 65'        |
| LM                  | 12    | Phan Tuấn Tài 90+4' 90+4' |
| CF                  | 9     | Nguyễn Tiến Linh          |
| CF                  | 11    | Nguyễn Văn Tùng 45'       |
| Vào sân thay người: |       |                           |
| DF                  | 5     | Lương Duy Cương 90+4'     |
| MF                  | 10    | Lý Công Hoàng Anh 65'     |
| FW                  | 17    | Nhâm Mạnh Dũng 45'        |
| Huấn luyện viên:    |       |                           |
| Park Hang-seo       |       |                           |

| 4–2–3–1             | 4–2–3–1 | 4–2–3–1                     |
| ------------------- | ------- | --------------------------- |
| GK                  | 1       | Kawin Thamsatchanan (c)     |
| RB                  | 2       | Nakin Wisetchat             |
| CB                  | 4       | Jonathan Khemdee            |
| CB                  | 16      | Chonnapat Buaphan 87'       |
| LB                  | 6       | Airfan Doloh                |
| CM                  | 18      | Weerathep Pomphan           |
| CM                  | 19      | Chayapipat Supunpasuch      |
| RW                  | 17      | Ben Davis                   |
| AM                  | 10      | Worachit Kanitsribampen 82' |
| LW                  | 7       | Ekanit Panya                |
| CF                  | 9       | Patrik Gustavsson 45'       |
| Vào sân thay người: |         |                             |
| DF                  | 3       | Mehti Sarakham 87'          |
| FW                  | 13      | Teerasak Poeiphimai 82'     |
| FW                  | 8       | Korawich Tasa 45'           |
| Huấn luyện viên:    |         |                             |
| Alexandre Pölking   |         |                             |

| Cầu thủ xuất sắc nhất trận: Nhâm Mạnh Dũng (Việt Nam) Trợ lý trọng tài: Jang Jongpil (Hàn Quốc) Masoud Hassan B.Fard (UAE) Trọng tài thứ tư: Kabilov Nasrulla (Tajikistan) | Luật của trận đấu - 90 phút. - 30 phút 2 hiệp phụ nếu cần thiết. - Loạt sút luân lưu nếu vẫn có tỷ số hòa. - Tối đa 12 cầu thủ dự bị. - Được phép thay tối đa 5 cầu thủ, và được thay thêm 1 cầu thủ thứ sáu trong hiệp phụ. |